# La Trilogie de la Poussière
La Trilogie de la Poussière (en anglais : The Book of Dust) est une trilogie de fantasy de Philip Pullman complémentaire de son œuvre À la croisée des mondes. Le premier tome, La Belle Sauvage, est sorti le 19 octobre 2017 en version originale, puis le 16 novembre 2017 en version française. Le deuxième tome, La Communauté des esprits, est publié le 3 octobre 2019 en version originale puis le 1er octobre 2020 en version française.

## Résumés

### La Belle Sauvage
Le premier tome se déroule dix ans avant les événements d’À la croisée des mondes. Après de terribles inondations, un jeune garçon de onze ans, Malcolm Polstead et une jeune fille de seize ans, Alice Parslow, accompagnés de leurs dæmons respectifs Asta et Ben, deviennent les protecteurs de la jeune Lyra Belacqua, alors âgée de six mois. Aidés par le Pr Hannah Relf, une spécialiste de l'aléthiomètre, ils doivent protéger Lyra des agents du CDC, le Conseil de Discipline Consistorial. Plusieurs personnages de la trilogie originale apparaissent dans le roman, comme Lord Asriel et Marisa Coulter, les parents de Lyra, ainsi que le conseiller du roi des gitans, Coram Van Texel.

### La Communauté des esprits
Le deuxième roman commence lorsque Lyra a une vingtaine d'années, sept ans après les événements de la première trilogie,. Étudiante à Sainte-Sophia College, elle est amie avec le Pr Hannah Relf et Alice Lonsdale, née Alice Parslow, qui travaille désormais à Jordan College. Recherchée par le Magisterium, elle croise à nouveau le chemin de Malcolm Polstead, devenu professeur à Durham College à Oxford. Alors que la relation avec son dæmon Pantalaimon se complique, Lyra apprend enfin l'histoire de son voyage narré dans La Belle Sauvage et embarque malgré elle dans une nouvelle aventure qui l'emmènera jusqu'en Asie centrale. Ce deuxième tome permet également de retrouver des personnages de la trilogie À la croisée des mondes.

## Historique
Dix ans avant la publication, lorsque Pullman annonce la sortie de ce Book of Dust, il déclare que ce « ne sera pas une suite de la trilogie, mais elle racontera d'autres histoires prenant place dans le même univers et concernant les mêmes personnages »,. Pullman imagine ce livre avant que ne soit publié Lyra et les Oiseaux en 2003, mais à ce moment-là, il n'en a pas encore commencé l'écriture,. En avril 2005, il écrit sur son site Internet que sa rédaction est « en cours » (« under way »). En 2007, il le décrit comme un « très, très gros livre » (« a big, big book »). Dans une interview donnée en 2009 au journal étudiant oxonien Cherwell (en), Pullman affirme à propos du Livre de la Poussière : « Il grandit, mais je rencontre des complexités qui semblent le rendre plus long que je ne l'imaginais » (« It's growing, but I'm encountering complexities that seem to be making it longer than I thought it would be »).
En 2011, l'auteur annonce qu'il envisage de scinder le Livre de la Poussière en deux tomes, l'un se déroulant avant À la croisée des mondes et l'autre après. Un an plus tard, en septembre 2012, il déclare à la BBC qu'il se concentre désormais sur ce projet et qu'il a déjà écrit 220 pages. En décembre de la même année, il explique au magazine américain Wired qu'il envisage de se retirer de la vie publique en 2013 et durant la majeure partie de l'année 2014 pour écrire le livre. En 2016, il confie au Telegraph qu'il a juré de ne pas se couper les cheveux avant d'avoir achevé l'ouvrage (son épouse Judith lui coupera finalement la queue de cheval ainsi formée en 2017, après l'écriture de la dernière ligne du second tome).

### Tome 1:La Belle Sauvage
Le 15 février 2017, Philip Pullman annonce sur son compte Facebook et son site Internet la parution du premier tome du Book of Dust pour le 19 octobre 2017. Sur Internet, il donne de nouvelles informations sur le contenu du livre qui est finalement divisé en trois volumes, d'où son titre français, La Trilogie de la Poussière.
L'histoire de la trilogie est essentiellement centrée autour du personnage de Lyra Belacqua à Jordan College. Elle commence alors que Lyra n'est qu'un bébé et se termine vingt ans plus tard,. L'auteur annonce que l'on retrouve dans la trilogie d'anciens personnages et un « garçon ordinaire » déjà rencontré dans les précédents tomes, qui vit avec Lyra une terrifiante aventure qui les mène dans un nouveau monde,. Le thème de la Poussière, cette mystérieuse substance déjà présente dans la trilogie principale, est également central.
Le premier tome de la trilogie s'intitule La Belle Sauvage, titre en français dans la version originale : il s'agit du nom du canot du personnage principal, un jeune garçon de onze ans prénommé Malcolm Polstead, qui vit à Oxford à proximité du prieuré auquel a été confiée Lyra Belacqua quand elle était encore un bébé. Un premier extrait issu du chapitre 10 de La Belle Sauvage est publié par l'auteur sur différents sites.

### Tome 2:La Communauté des esprits
Après l'incendie de la tour Grenfell en juin 2017, Philip Pullman participe à une campagne de dons en faveur des victimes, dans le cadre de laquelle il propose de nommer un personnage du second tome de la Trilogie de la Poussière (dont le titre n'est alors pas encore défini) d'après les suggestions de ses donateurs : la suggestion attirant le plus de dons sera retenue. C'est finalement le nom d'une des victimes de l'incendie, Nur Huda el-Wahabi, seize ans, qui reçoit le plus de soutien. Il est donc adopté par Pullman, qui déclare : « J'espère que le personnage auquel je donnerai son nom sera quelqu'un qu'elle aurait aimé connaître » (« I hope the character I give her name to will be someone she'd have liked to know »),.
À l'occasion de la publication de La Belle Sauvage le 19 octobre 2017, Pullman annonce à la presse que le deuxième tome, intitulé en anglais The Secret Commonwealth du nom d'un traité elficologique de Robert Kirk,, The Secret Commonwealth of Elves, Fauns and Fairies (en français : La République invisible — ou mystérieuse — des elfes, faunes, fées et autres semblables), que l'auteur apprécie particulièrement, est déjà terminé, et qu'il espère sa publication en 2018.
C'est finalement le 26 février 2019 que Pullman annonce la publication du roman pour le 3 octobre,. Il révèle que ce tome est centré sur Malcolm Polstead, introduit dans La Belle Sauvage, et Lyra Belacqua : désormais étudiante et âgée de vingt ans, elle entreprend un voyage à travers l'Europe et l'Asie à la recherche d'une bourgade prétendument hantée par des dæmons. L'auteur diffuse par la même occasion un premier extrait du livre. Un nouvel extrait, accompagné d'illustrations de Chris Wormell, suit le 10 juin.
La version française, intitulée La Communauté des esprits, paraît le 1er octobre 2020.

### Tome 3:The Rose Field
Début 2021, l'auteur annonce que le troisième tome « aura un titre en lien avec les roses. Je ne sais pas si ce sera The Garden of Roses (« Le Jardin des roses ») ou Roses from the South (« Roses du Sud »), mais cela tournera autour des roses ». En avril 2025, il en révèle finalement le titre, The Rose Field (« Le Champ de Roses »), et annonce sa parution le 23 octobre de la même année.